# وینفرید بلکه
وینفرید بلکه (انگلیسی: Winfried Bölke؛ زادهٔ ۲۵ مهٔ ۱۹۴۱) دوچرخه‌سوار اهل آلمان است.
وی در مسابقات کشوری و بین‌المللی در مجموع برندهٔ ۱ مدال برنز شده‌است.